# SStB – Wochein bis Seebenstein
Die SStB – Wochein bis Seebenstein waren Dampflokomotiven der Südlichen Staatsbahn (SStB) Österreich-Ungarns.
Die 19 Lokomotiven wurden von der Lokomotivfabrik der WRB 1853 in zwei Lieferserien zu je zwölf und fünf Stück geliefert, die sich durch verschiedene Zylinderdurchmesser und Kessel unterschieden (vgl. Tabelle).
Die Lokomotiven dieser Reihe kamen 1858 im Zuge der Privatisierung österreichischer Staatsbahnen zur Südbahngesellschaft, die ihnen die Nummern 225–243 und die Reihennummer 4 (ab 1864 10) zuwies.
Die Ausmusterung erfolgte von 1869 bis 1896.